# Stiftung Haus der Geschichte der Bundesrepublik Deutschland

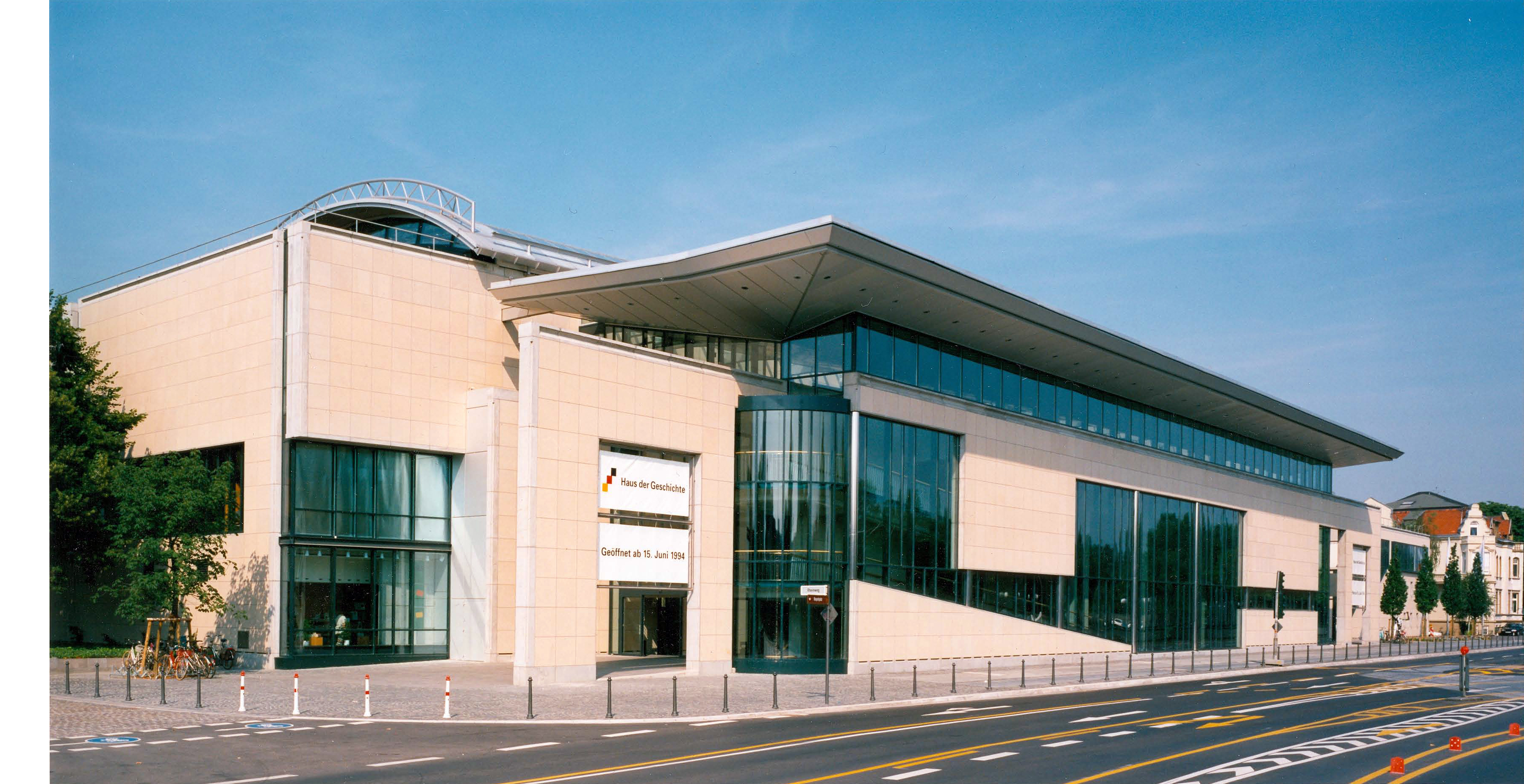
Haus der Geschichte, Bonn (1993)

Die Stiftung Haus der Geschichte der Bundesrepublik Deutschland ist eine Stiftung des Bundes mit Sitz in Bonn. Präsident ist derzeit Harald Biermann.

## Geschichte
In einer Regierungserklärung am 13. Oktober 1982 schlug der damalige Bundeskanzler Helmut Kohl vor, eine Sammlung zur Deutschen Geschichte seit 1945 aufzubauen. Ein 1983 von einer Sachverständigenkommission erstelltes Gutachten wurde nach breiter gesellschaftlicher Diskussion im Juli 1984 dem Deutschen Bundestag vorgelegt. 1986 wurde eine unselbstständige Stiftung gegründet, die 1990 in eine selbstständige Stiftung umgewandelt wurde. Bereits seit 1986 arbeitete ein Aufbaustab an der Vorbereitung einer Dauerausstellung. Gleichzeitig wurde eine eigene Sammlung historischer Objekte angelegt.
Der Bau des Hauses der Geschichte in Bonn begann im September 1989. 1994 eröffnete Bundeskanzler Helmut Kohl Haus und Dauerausstellung. 2001, 2011 und 2017 wurde die Dauerausstellung umfassend aktualisiert.
Auf Empfehlung der Unabhängigen Föderalismuskommission an den Deutschen Bundestag wurde die Stiftung Haus der Geschichte der Bundesrepublik Deutschland 1992 beauftragt, ein „Archiv der Deutschen Einheit“ in Leipzig aufzubauen. Dort entstand das Ausstellungs-, Dokumentations- und Informationszentrum Zeitgeschichtliches Forum Leipzig. Es wurde am 9. Oktober 1999, dem 10. Jahrestag der Leipziger Großdemonstration, durch Bundeskanzler Gerhard Schröder eröffnet. Im Mittelpunkt der 2000 m² großen Dauerausstellung stehen Widerstand und Diktatur in der Sowjetischen Besatzungszone und der DDR. 2018 wurde die Dauerausstellung „Unsere Geschichte. Diktatur und Demokratie nach 1945“ vollständig erneuert.
Seit 2005 hat die Stiftung mit der Übernahme der Sammlung Industrielle Gestaltung auch einen Standort in Berlin. Die Sammlung verwahrt einen Bestand von Alltagsgegenständen aus der DDR und fand in der Kulturbrauerei ihren Platz. Am 15. November 2013 wurde die neue Dauerausstellung „Alltag in der DDR“ im Museum in der Kulturbrauerei eröffnet. 2011 wurde auch der Tränenpalast, eine ehemalige Ausreisehalle der Grenzübergangsstelle Bahnhof Friedrichstraße, der Stiftung angegliedert. Dort wird die Dauerausstellung „Tränenpalast. Ort der deutschen Teilung“ gezeigt, die von Bundeskanzlerin Angela Merkel eröffnet wurde.

## Museen
Die Stiftung umfasst:
- Haus der Geschichte in Bonn
- Zeitgeschichtliches Forum Leipzig
- Tränenpalast am Bahnhof Friedrichstraße in Berlin
- Museum in der Kulturbrauerei in Berlin

## „Lebendiges Museum Online“
Die Stiftung Haus der Geschichte der Bundesrepublik Deutschland betreibt gemeinsam mit der Stiftung Deutsches Historisches Museum und dem Bundesarchiv das Online-Portal Lebendiges Museum Online.

## Organisation
Präsident der Stiftung ist der Historiker Harald Biermann. Das Kuratorium der Stiftung setzt sich aus Mitgliedern der Bundesregierung, des Bundestages und des Bundesrates zusammen. Kuratoriumsvorsitzender ist aktuell Konrad Schmidt-Werthern. Der Leitung zur Seite gestellt ist ein wissenschaftlicher Beirat, der von Joachim Scholtyseck geleitet wird, sowie ein Arbeitskreis gesellschaftlicher Gruppen, geleitet von Regine Möbius. Erster Sammlungsdirekter von 2002 bis 2022 war Dietmar Preißler; sein Nachfolger ist Manfred Wichmann.

## „Mosaik“ und Johannes Hegenbarth
Der Mosaik-Schöpfer Johannes Hegenbarth (alias Hannes Hegen) war nach dem Tod seiner Ehefrau Edith Hegenbarth geb. Szafranski (* 19. Januar 1924; † 7. Mai 2008) entschlossen, dass das künstlerische Werk seiner Frau und sein eigenes in der Obhut eines Museums dauerhaft vereint bleiben sollen. Nach erfolgloser Suche in Berlin wurde er auf das Zeitgeschichtliche Forum Leipzig in Leipzig aufmerksam. Dessen damaligen Mitarbeitern Bernd Lindner und Rainer Eckert – beide aufgewachsen mit dem Mosaik – gelang es, nachhaltig das Vertrauen der zurückhaltenden Künstlerpersönlichkeit zu gewinnen. So unterzeichnete Hegenbarth am 14. Juli 2009 in seinem Haus die Schenkungsurkunde des Œuvre des Künstler-Ehepaares Edith und Johannes Hegenbarth an die Stiftung Haus der Geschichte der Bundesrepublik Deutschland (zu der auch das Museum in Leipzig gehört).

## Digitale Dienste
Seit 2017 gibt es in der Stiftung Haus der Geschichte die Abteilung „Digitale Dienste“. Sie wird geleitet von Ruth Rosenberger. In dieser Abteilung sind seitdem alle digitalen Aspekte und Angebote der Stiftungsstandorte in Bonn, Leipzig und Berlin gebündelt. Neben der Zeitzeugenarbeit für das Zeitzeugenportal sind das die digitalen Angebote der Stiftung, die Social-Media-Kommunikation, Medien in Ausstellungen sowie die gesamte IT mit Infrastruktur, Software-Services und -Entwicklungen. Die Errichtung dieser vierten Fachabteilung neben den bestehenden Abteilungen für Ausstellungen, Kommunikation und Sammlung ist die größte fachliche organisationsstrukturelle Änderung innerhalb der Stiftung seit 1990.